# Leucania lalbum
Leucania lalbum là một loài bướm đêm trong họ Noctuidae.